# Vlag van Telemark

Vlag van Telemark

De vlag van Telemark is op 2 november 1970 officieel ingesteld als de provincievlag van de Noorse provincie Telemark. De vlag toont een zwarte stijgende gebogen bijl in een geel veld. Zo'n bijl met een gebogen handvat was traditioneel in dit gebied vanaf de 15e eeuw en was een symbool van macht. Mensen droegen bijlen, zelfs naar kerken, tot in de vorige eeuw.
De vlag toont hetzelfde beeld als het gemeentewapen.
Op 1 januari 2020 fuseerde de provincie Telemark met Vestfold tot de nieuwe provincie Vestfold og Telemark waardoor het gebruik hiervan als provincievlag is komen te vervallen. Per 1 januari 2024 is Telemark na de opdeling van Vestfold og Telemark opnieuw een van de Noorse provincies waardoor de vlag is opnieuw in gebruik genomen.

## Verwante afbeeldingen

Wapen van Telemark